# Menceyato di Abona

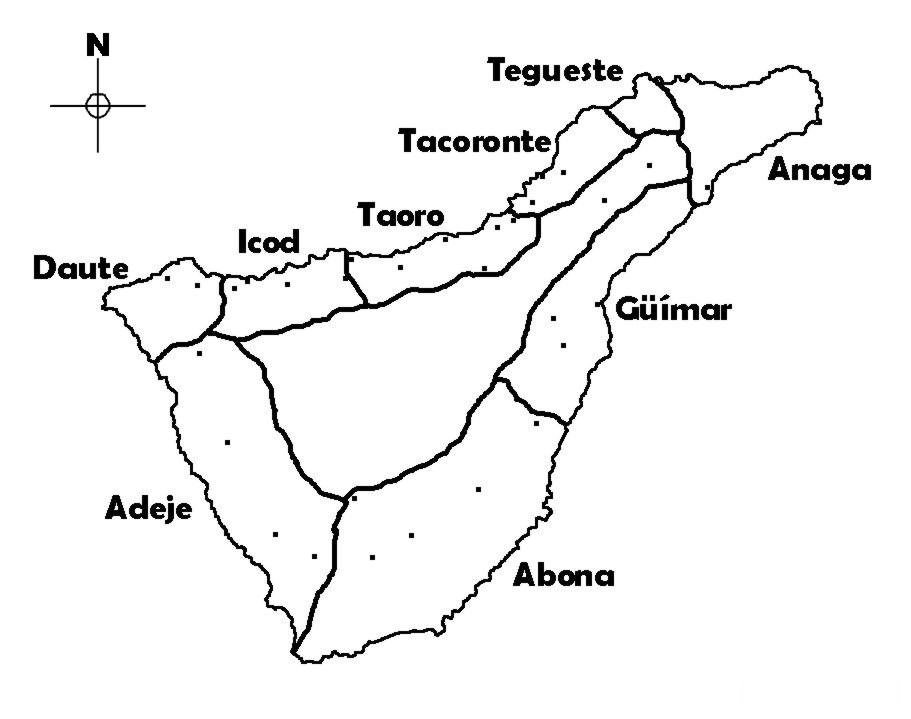
Menceyatos di Tenerife

Il Menceyato di Abona era una delle nove demarcazioni territoriali in cui i guanci avevano diviso l'isola di Tenerife nelle isole Canarie, al momento della conquista della Corona di Castiglia nel XV secolo.
Era nel sud-est dell'isola. Ha occupato i comuni di Fasnia, Arico, Granadilla de Abona, San Miguel de Abona, Vilaflor e una parte di Arona.
I suoi conosciuti menceyes (re guanci) erano Atguaxoña e Adjoña.